# Tagline
Tag ili Tagline je kratka, sažeta rečenica u jednom redu koja se koristi u elektroničkoj pošti uz ili umjesto potpisa. Pojam se koristi u računarstvu, a u stvari predstavlja aforizme, maksime, grafite ili slogane.

## Korištenje
Tagovi su korišteni u doba BBS-ova i bili su veoma populani. Iako je poruke bilo moguće čitati i pisati za vrijeme dok je korisnik na vezi, elektronička pošta i poruke iz tematskih konferencija (preteča internetskog foruma) najčešće su se razmjenjivale off-line: s BBS-a se preuzme paket poruka, pročita i odgovori, te zatim šalje natrag na BBS.
Programi za "OLR" (Off-Line Reader - čitanje van veze), kao na primjer Blue Wave ili SLMR, imali su sakupljače i generatore tagova. Program je mogao sakupljati ("krasti") tagove iz tuđih poruka i stavljati ih u svoju bazu tagova. Najčešće je to bila obična tekstualna datoteka, s po jednim tagom u redu (kao u primjeru), koja se mogla uređivati, ili iz samog programa, ili vanjskim uređivačem teksta. Iz te baze tagova, pri pisanju poruke, program je davao mogućnost automatskog ubacivanja taga na kraj poruke, nasumično odabranog ili stalnog, ili je korisnik mogao sam ručno izabrati.

## Primjeri tagova
U početku, većina tagova bila je vezana za računarske izraze:
- All hope abandon, ye who enter messages here.
- A black hole is where God divided by ZERO...
- Recursive, adj.; see Recursive.
- I know a good tagline when I steal one.
- !?!?oarid ovo tepo ej okt aP .uder u ejin otšen onvitinifeD
- Ako ne primiš ovu poruku, javi se da ti pošaljem drugu.
- Ostao sam bez teksta...
- Ova tag e zaražen virusom koi guta slovo ""

ali su kasnije prošireni i drugim temama:
- Čitajte pažljivo, ovo pišem samo jedanput.
- Prodajem enciklopediju. Moja žena zna sve.
- Žene su brbljive, jer muškarcima ništa ne možeš objasniti u dvije riječi.
- Muškarci uvijek imaju zadnju riječ: "Da draga!"
- Ljudi se dijele na razne načine, a množe samo na jedan.
- Zbunite zavjesu, spustio sam se!
- Lajava najava - labava zabava.
- Bolje biti malo lud, nego malo pametan.
- Ah! Kad te nema u blizini, nisu mi sve ovce na broju.
- Ako misliš pobijediti, ne smiješ izgubiti.
- Griješiti je ljudski, ali je osjećaj božanski.
- Čuvajte drveće - na njima su živjeli naši preci.

## Marketing
Pojam tagline je također vrsta slogana koji se koristi u marketingu i oglašavanju. Cilj je stvoriti frazu koja se lako pamti i koja će asocirati na proizvod ili tvrtku. Tako, na primjer, kad se u svakodnevnom razgovoru spomene "lakše se diše", to se u pravilu povezuje s bombonima "Bronhi", ali se često kao žargon rabila obratna asocijacija, "bronhi" za stanje olakšanja.

## Vanjske poveznice
- BBS Archives, odjeljak Off-Line Mail Readers − Kolekcija programa i tagova (ZIP format).
- yceran.org  Arhivirana inačica izvorne stranice od 9. ožujka 2012. (Wayback Machine) − Kolekcija tagova na engleskom jeziku i program za ubacivanje tagova.